# Fannia pusio
Fannia pusio är en tvåvingeart som först beskrevs av Christian Rudolph Wilhelm Wiedemann 1830.  Fannia pusio ingår i släktet Fannia och familjen takdansflugor. Inga underarter finns listade i Catalogue of Life.